# Schloss Mälsåker

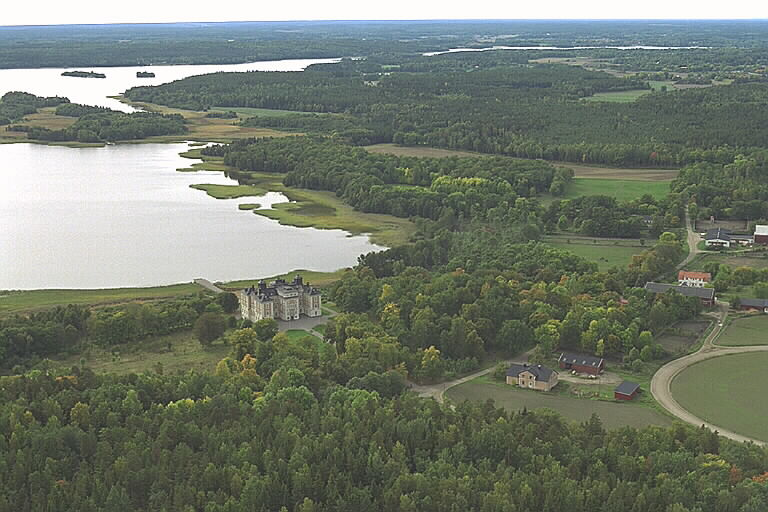
Schloss Mälsåker

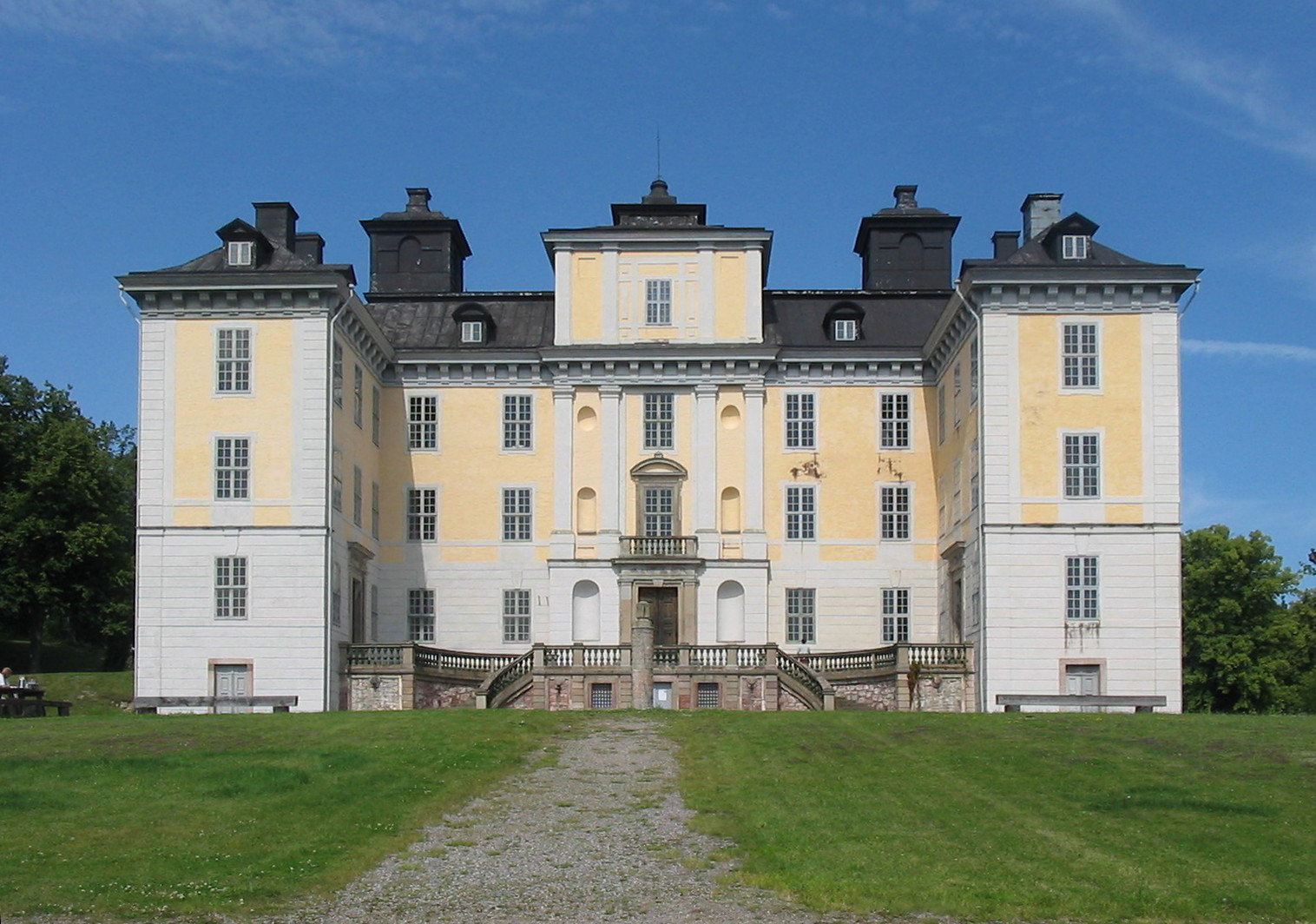
Schloss Mälsåker

Schloss Mälsåker liegt auf einer Insel des schwedischen Sees Mälaren in der Gemeinde Strängnäs. Im angrenzenden Park des Schlosses, das 12 km von Mariefred entfernt liegt, werden im Sommer Konzerte und Führungen abgehalten.

## Geschichte
Über eine Heirat ging das Gut zu Beginn des 17. Jahrhunderts vom Adelsgeschlecht Kagg an das Geschlecht Soop. Zwischen den 1660er und 1670er Jahren ließ Freiherr Gustaf Soop den Hauptteil des heutigen Gebäudes nach Plänen von Nicodemus Tessin d. Ä. bauen. Zu Beginn des 18. Jahrhunderts fiel das Schloss an das Geschlecht Gyllenstierna, welches Eckflügel und ein Treppenhaus anbauen ließ. Über das Geschlecht Wachtmeister ging das Schloss an die Adelsfamilie von Fersen. Zu dieser Zeit hatte das Schloss seine größte Bedeutung und bot Platz für eine umfangreiche Sammlung von Porträts, Gobelins und Möbeln.
Kurz nach 1898 erfolgte die erste Restaurierung unter Leitung des Ingenieurs Åke Sjögren. 1943 wurde Mälsåker von der norwegischen Gesandtschaft für die Ausbildung von Soldaten genutzt. Im Januar 1945 gab es einen größeren Brand im Schloss. 1951 wurde die Königliche Schöngeistige Akademie (Kungliga Vitterhetsakademi) Besitzer des Schlosses und erneuerte das Dach. Ab 1993 erfolgten umfangreiche Restaurierungsarbeiten unter Leitung des Zentralamtes für Denkmalpflege, so dass das Schloss 2006 wieder für Besucher öffnen konnte.